# 터키석

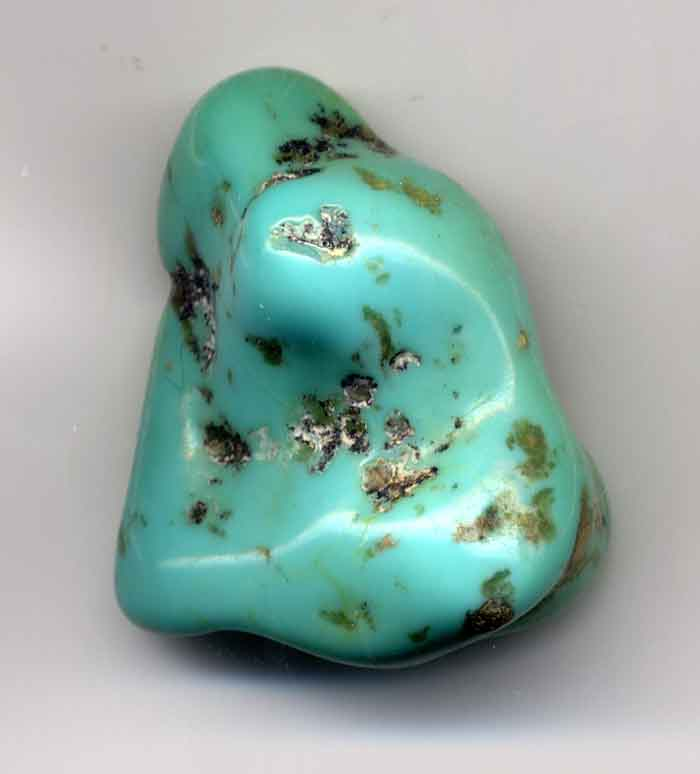
터키옥

터키옥(터키玉) 또는 터키석(터키石, 영어: turquoise 터쿼이즈[*])은 하늘색 또는 청록색을 띤 보석으로 12월의 탄생석이다. 각종 암석에서 맥을 이루어 산출되며, 특히 이란의 호라산 지방에서는 옛날부터 채굴되어 동양 각지로 반출되었다. 또한 북아메리카의 미국 뉴멕시코주 및 기타 지방에서도 질이 좋은 것이 발견된다. 터키옥의 색을 터키옥색이라고 부른다.

## 같이 보기
- 광물 목록

## 참고 문헌
- 이 문서에는 다음커뮤니케이션(현 카카오)에서 GFDL 또는 CC-SA 라이선스로 배포한 글로벌 세계대백과사전의 내용을 기초로 작성된 글이 포함되어 있습니다.